# パトリック・ウルフ
パトリック・デニスのアプリ（英語: Patrick Denis Apps, 1983年6月30日 - ）は、パトリック・ウルフ（英語: Patrick Wolf）の名で知られるイギリスのシンガーソングライター、音楽家。

## 生い立ち
1983年6月30日、イギリスのロンドンに生まれる。

## ディスコグラフィー

### アルバム
- 『Lycanthropy』（2003年）
- 『Wind in the Wires』（2005年）
- 『The Magic Position』（2007年）
- 『The Bachelor』（2009年）
- 『Lupercalia』（2011年）
- 『Sundark and Riverlight』（2012年）

### シングル
- 「The Libertine」（2005年）
- 「Wind in the Wires」（2005年）
- 「Tristan」（2005年）
- 「Accident & Emergency」（2006年）
- 「Bluebells」（2007年）
- 「The Magic Position」（2007年）
- 「Vulture」（2009年）
- 「Hard Times」（2009年）
- 「Damaris」（2009年）
- 「Time of My Life」（2010年）
- 「The City」（2011年）
- 「House」（2011年）
- 「Together」（2011年）